# Japonská ragbyová reprezentace

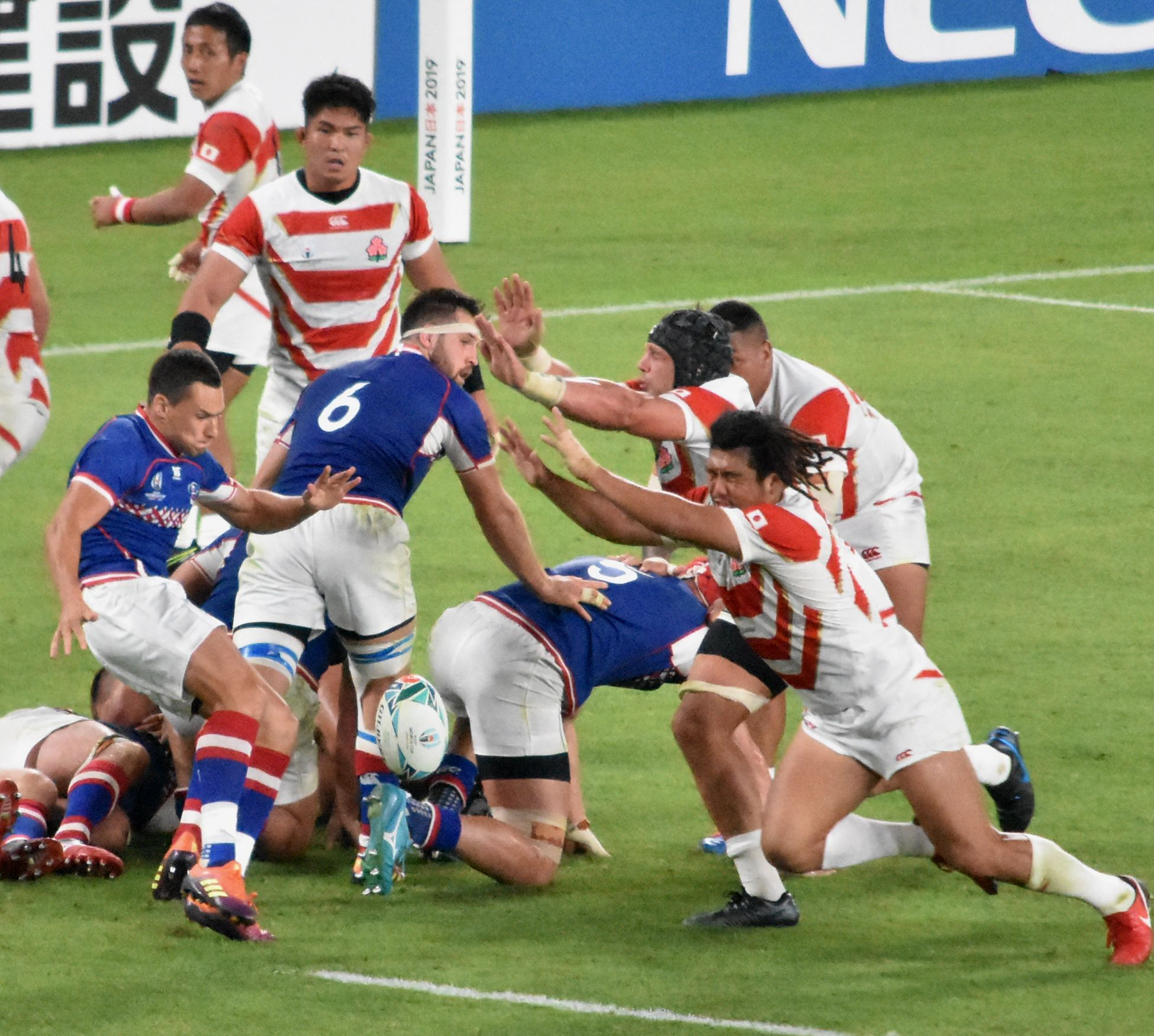
Japonská reprezentace (v červeno-bílém) v zápase proti Rusku na MS 2019

Japonská ragbyová reprezentace (přezdívaná sakury) reprezentuje Japonsko na turnajích v rugby union. Japonsko je pravidelným účastníkem mistrovství světa v ragby, které se koná každé čtyři roky. Japonský tým patří mezi nejlepší ragbyová družstva ve světě, k 11. listopadu 2019 se nacházel na 8. místě žebříčku Mezinárodní ragbyové federace.

## Historie
První zápas odehrálo Japonsko proti Kanadě v Ósace 31. ledna 1932 a vyhrálo 9:8.

## Mistrovství světa
| Rok  | Dějiště finálového zápasu | Umístění                             |
| ---- | ------------------------- | ------------------------------------ |
| 1987 | Nový Zéland               | základní skupina                     |
| 1991 | Anglie                    | základní skupina                     |
| 1995 | Jižní Afrika              | základní skupina                     |
| 1999 | Wales                     | základní skupina                     |
| 2003 | Austrálie                 | základní skupina                     |
| 2007 | Francie                   | základní skupina                     |
| 2011 | Nový Zéland               | základní skupina                     |
| 2015 | Anglie                    | základní skupina                     |
| 2019 | Japonsko                  | čtvrtfinále (prohra s Jižní Afrikou) |
| 2023 | Francie                   | základní skupina                     |